# Полянки (Темниковський район)
Поля́нки (рос. Полянки, ерз. Полянки) — село у складі Темниковського району Мордовії, Росія. Входить до складу Пурдошанського сільського поселення.
Населення — 39 осіб (2010; 71 у 2002).
Національний склад (станом на 2002 рік):
- росіяни — 96 %